# Michael Baumann (Staatssekretär)
Michael Baumann (* 4. Februar 1946 in Schwerin; † 30. Oktober 2002 in Bangkok) war ein deutscher Politiker (SPD).

## Leben
Nach dem Abitur in Siegen studierte Baumann Mathematik und Volkswirtschaftslehre mit Promotion 1974. Danach arbeitete er bis 1980 als Referent im Bundesministerium für Wirtschaft (BMWi). Nach einer Tätigkeit für die Friedrich-Ebert-Stiftung in Thailand sowie 1982–83 als Vorstandssekretär der Gewerkschaft Handel, Banken und Versicherungen war er wieder Referent im BMWi und seit 1990 Referent der SPD-Bundestagsfraktion.
Von 1994 bis 1998 war er Staatssekretär im Sozialministerium Mecklenburg-Vorpommern.